# Bitwa pod Rawenną (1512)
Bitwa pod Rawenną – starcie zbrojne, które miało miejsce 11 kwietnia 1512 r. w trakcie wojny włoskiej (1510–1514), znanej także pod nazwą Wojna Ligi Świętej.
Bitwa zakończyła się klęską wojsk Ligi Świętej. Poległ jednak doskonały wódz wojsk francuskich Gaston de Foix, a straty Francuzów były tak znaczne, że w kolejnych starciach ich armia nie była w stanie oprzeć się nowym kontyngentom z Wenecji i Szwajcarii i w sierpniu tego samego roku była zmuszona do opuszczenia terytorium północnych Włoch.

## Wstęp
Na początku lutego 1512 roku francuskie siły we Włoszech, nad którymi niedawno objął naczelną komendę Gaston de Foix, książę de Nemours, zaangażowane były w zdobywaniu miast w prowincjach Romania i Veneto by nie dopuścić do opanowania tych terenów przez wojska Ligi Świętej. Chociaż miał wiele sukcesów w walce oblężniczej, książę de Nemours zdawał sobie sprawę, że w wypadku inwazji na Francję króla Anglii Henryka VIII znaczna część jego armii zostanie wycofana z Włoch. Dlatego chciał przedtem stoczyć decydującą bitwę z główną armią Ligi Świętej. Z tego powodu w końcu marca szedł razem z włoskim kontyngentem dowodzonym przez księcia Ferrary Alfonsa I na wschód od Bolonii i przystąpił do oblężenia Rawenny bronionej przez wojska Państwa Kościelnego.
Papież Juliusz II, zaniepokojony możliwością utraty swojej ostatniej twierdzy w prowincji Romania, zażądał wysłania odsieczy. W kierunku Rawenny ruszyła hiszpańska armia pod wodzą Ramóna de Cardony. Hiszpanów wspomagały oddziały Państwa Kościelnego. Armia Cardony minęła 9 kwietnia miasto Forli i szła na Rawennę wzdłuż rzeki Ronco, docierając następnego dnia do Molinaccio, około 1-2 kilometrów od pozycji zajmowanych przez wojska francuskie. Wojska hiszpańsko-papieskie oddzielała od Francuzów jedynie rzeka Ronco. Książę de Nemours, spragniony decydującej bitwy zanim zostanie wycofany z Włoch, a ponadto świadomy słabego zaopatrzenia swej armii, następnego dnia wydał rozkaz do generalnego natarcia.

## Bitwa

### Ustawienie armii
Nie są dokładnie znane ani siły, ani wzajemne usytuowanie obu armii, dlatego wśród historyków spotkać można różne opinie na ten temat. Francuska armia w formie łuku stała na wschód od ufortyfikowanego obozu Cardony – najbliżej rzeki stało 900 ciężkich kawalerzystów którymi dowodzili Jacques de La Palice i Alfonso d’Este. W pobliżu tej jazdy była masa piechoty. Według brytyjskiego historyka Charlesa Omana piechota francuska składała się z trzech oddzielnych jednostek – 3,5 tysiąca kuszników gaskońskich, 5 tys. lancknechtów pod wodzą Jacoba Empsera oraz 3 tys. piechoty z Pikardii i Gaskonii, którą dowodził Thomas Bohier. Innego zdania jest Frederick Taylor, który dzieli francuską piechotę jedynie na dwie grupy – 9,5 tys. lancknechtów dowodzonych przez Empsera i 8 tys. gaskońskich łuczników i pikardyjskich pikinierów dowodzonych przez Seigneur de Molarta. Natomiast ciężka kawaleria „głównej bitwy”, licząca 780 żołnierzy, dowodzona była albo przez samego Bohiera, albo Bohier dowodził nią do spółki z hrabią de Lautrec, Ludwikiem d’Ars i Seigneur de Bayardem. Kawaleria ta według Omana i Thomasa Arnolda stała na lewo od francuskiej piechoty, natomiast Taylor umieszcza ją za wymienioną na początku kawalerią stojącą najbliżej rzeki. Dalej na lewo od francuskiej linii – za kawalerią „głównej bitwy”, według Arnolda i Omana, albo bezpośrednio na skrzydle piechoty, jak sądzi Taylor, stał odwodowy korpus dowodzony przez Yves’a d’Alégre. Odwód ten składał się z około 4 tys. włoskiej piechoty dowodzonej przez Frederigo de Bozzolo, na której skrajnym lewym skrzydle stanęło 2 tys. lekkiej kawalerii pod wodzą Giana Bernardo Caracciolo.
Także ustawienie wojsk Ligi Świętej jest sprawą dyskusyjną. Na północ od obozu, w pobliżu rzeki, stanęła kawaleria straży przedniej złożona z 670 ciężkich jeźdźców Państwa Kościelnego. Na jej czele stał Fabrizio Colonna. Dalej wzdłuż rzeki dwie większe grupy kawalerii – kawaleria „głównej bitwy” złożona z 565 jeźdźców pod wodzą markiza La Palude, oraz straż tylna składająca się z 490 jeźdźców pod Alfonso Carvajalem. Taylor dzieli piechotę Ligi Świętej na 4 bloki – trzy dywizje hiszpańskiej piechoty, każda złożona z czterech tzw. colunellas po 500–600 żołnierzy w każdej, oraz piechota papieska licząca około 2 tys. żołnierzy pod dowództwem Pedro Navarro. Taylor umieszcza formacje piechoty w głębokie kolumny równoległe do rzeki, na skrajnym skrzydle kawalerii, prostopadle do okopów. Oman i Arnold ustawiają piechotę w trzy linie biegnące wzdłuż okopów. Nie podają liczebności pierwszej linii, natomiast druga linia miała liczyć 4 tys. żołnierzy, a trzecia linia, stanowiąca odwód, mogła się składać równie dobrze z trzech hiszpańskich regimentów, jak i z 2 tys. piechoty papieskiej. Za piechotą, po jej lewej stronie licząc od rzeki, według Taylora, lub na końcu jej linii, według Omana i Arnolda – stała lekka kawaleria złożona z 1,5 – 1,7 tys. hiszpańskich ginetes i włoskich konnych arkebuzerów dowodzonych przez markiza Pescary Fernando d'Avalosa.

### Wymiana ognia artyleryjskiego
Posuwające się naprzód wojska francuskie zatrzymały się około 200 kroków od nieprzyjacielskich linii. Sporadyczna wymiana ognia artyleryjskiego, jaka miała miejsce, zanim Francuzi przystąpili do forsowania rzeki Ronco, przekształciła się w potężny pojedynek artyleryjski, który trwał ponad dwie godziny. Według historyków wojskowości był to pierwszy w historii wojen pojedynek artyleryjski dwóch armii stosowany na tak wielką skalę.
De Foix ustawił większość swej artylerii przed francuskim prawym skrzydłem, kierując jego ogień na obóz wojsk Ligi Świętej. Navarro rozkazał swojej piechocie kryć się w okopach lub kłaść się na pochyłościach brzegu rzeki. Jednak ciężka kawaleria Colonny nie miała gdzie się schronić i zaczęła ponosić ciężkie straty od ognia działowego. W tym samym czasie hiszpańska artyleria, ignorując francuską ciężką jazdę, koncentrowała swój ogień na stojących w centrum piechocie gaskońskiej i lancknechtach. Według Omana ogień hiszpański był tak morderczy, że francuska piechota straciła aż 2 tysiące zabitych żołnierzy. Doszło nawet do tego, że zszokowanych siłą ognia i stratami Gaskończyków lancknechci własnymi pikami musieli utrzymywać, by ci zachowali linię i nie złamali szyku.
Niezadowoleni z efektów bombardowania nieprzyjacielskiego obozu Francuzi przemieścili swą artylerię w taki sposób, by prowadzić ogień ze skrzydeł wzdłuż okopów, w których kryła się hiszpańska piechota. Książę Ferrary, który od momentu przeprawienia się przez rzekę Ronco działał całkowicie niezależnie od głównej armii, przemieścił swoje 24 działa wokół francuskich tyłów i ustawił je na lewym skrzydle, czyli naprzeciw lekkiej kawalerii markiza Pescary. Ogień prowadzony z tych nowych pozycji spowodował bardzo ciężkie straty wśród kawalerii Pescary i Carvajala. Ostrzał ten był tak intensywny, że docierał nawet do znajdujących się po drugiej stronie obozu wojsk francuskich i im też zadawał straty. W tym czasie Yves d’Alègre, znajdujący się na przeciwnym skrzydle, przeprawił się przez Ronco z dwoma ciężkimi działami i ustawił je za rzeką naprzeciw hiszpańskiego obozu tak, że prowadzony przez nie ogień szerzył spustoszenie wśród zwartej masy ciężkiej jazdy dowodzonej przez Colonnę.

### Pojedynek kawaleryjski
Celem hiszpańskiego ataku była główna formacja francuskiej kawalerii, która stała najbliżej rzeki, na końcu francuskiej linii. Pierwszy atak wykonany został przez hiszpańską tylna straż, ale był tak nieudolnie prowadzony, że hiszpańska jazda uległa zmieszaniu jeszcze przed dotarciem do Francuzów. Wkrótce potem główna masa hiszpańskiej ciężkiej jazdy, wspierana przez lekką kawalerię markiza Pescary, zwarła się z ciężką jazdą francuską zwaną gendarmes, którą osobiście dowodził Gaston de Foix. Starcie to szybko przekształciło się w ogólną bitwę kawaleryjską, wciąż zasilaną przez obie strony posiłkami. Hiszpańska przednia straż dowodzona przez Fabrizio Colonnę, spróbowała oskrzydlić Francuzów, lecz została powstrzymana, a następnie zniszczona przez jazdę dowodzoną przez Jacques’a de la Palice’a, który zaraz potem zaangażował się w główną bitwę, którą toczyli jeźdźcy obu stron. W tym momencie hiszpańska kawaleria załamała się i rzuciła do ucieczki w kierunku swego obozu, skąd wycofała się na południe w kierunku Forli. Towarzyszył jej Cardona, który nie brał udziału w kawaleryjskiej walce.

### Atak piechoty
Hiszpańska piechota pozostała w okopach swego obozu, gdyż Navarro nie chciał się wycofywać. Wkrótce na Hiszpanów ruszyła piechota francuska, złożona głównie z lancknechtów i gaskońskich łuczników. Navarro podzielił swe siły i wysłał część, razem z papieską piechotą, wzdłuż brzegu rzeki Ronco. Posuwające się wojska złamały linię gaskońskiej piechoty, tworząc w nieprzyjacielskim szyku znaczący wyłom, jednak wkrótce zostały zmuszone do odwrotu przez przybycie części francuskiej kawalerii. Główna część hiszpańskiej piechoty starła się z lancknechtami. Walczący mieczami Hiszpanie z łatwością lawirowali między pikami lancknechtów, dokonując rzezi wśród wojsk przeciwnika. Colonna z resztkami swej kawalerii wrócił na pole bitwy i zaatakował francuskie szyki od tyłu, co ostatecznie złamało lancknechtów i zmusiło ich do odwrotu.

### Koniec bitwy
Gdy ze wszystkich kierunków uderzyła na hiszpański obóz francuska kawaleria, hiszpańska piechota została złamana. Tysiące żołnierzy dotarło do brzegu rzeki i idąc jej biegiem zdołało uniknąć katastrofy. Większość jednak zginęła, a Colonna i Navarro dostali się do niewoli. Gdy w tym samym czasie Gaston de Foix otrzymał wiadomość o odwrocie gaskońskiej piechoty, ruszył za nimi na północ z niewielkim oddziałem kawalerii. Na brzegu natknął się niespodziewanie na kompanię hiszpańskiej piechoty, która była w trakcie odwrotu. Doszło do walki, w której wódz francuskiej armii Gaston de Foix poległ.

### Po bitwie
W związku ze śmiercią Gastona de Foix dowództwo nad francuską armią przypadło Jacques’owi de la Palice, który nie miał zamiaru ścigać wycofujących się Hiszpanów i wrócił do oblężenia Rawenny. Pozbawione nadziei na odsiecz miasto wkrótce upadło i stało się obiektem łupiestwa. Nieco później znaczna część wojsk francuskich została wycofana do Francji i La Palice, wobec coraz większej liczby odnowionych sił Świętej Ligi, zmuszony został w sierpniu do opuszczenia Włoch.